# 澤田綱吉
澤田綱吉（沢田 綱吉（Sawada Tsunayoshi））是日本漫畫家天野明所著的漫畫作品《家庭教師HITMAN REBORN!》及其改編作品中的主角。他是黑手黨彭哥列家族的第十代繼承人，為了幫助他成為首領，家族派來殺手里包恩訓練他。在里包恩幫助下，他從原本內向懦弱的性格逐漸變得懂得面對恐懼。死氣炎屬性波動為「天空」，代表顏色為「橙」。

## 人物
初登場時就讀並盛中學1-A的澤田綱吉是個普通中學生，由於他的父親是彭哥列家族的門外顧問，而其它繼承人又死於非命，因此他被選定為第十代首領的繼承人。家族首領同時派了殺手里包恩來訓練他。由於綱吉無論在成績、體育或運氣都很差，因此有廢柴阿綱（ダメツナ）的外號，且個性懦弱自卑。他暗戀的對象是同班同學笹川京子，能與她見面是綱吉上學唯一的理由。
當里包恩用彭哥列家族特殊子彈「死氣彈」射中他後，他會化身為一個狂野戰士，並對被射中當下感到「沒有做會後悔的事」採取行動。阿綱這些出乎意料的行動吸引了許多人的注意，也讓他交到了許多朋友，而其中很多人都在未來成為他的家族成員。
起初阿綱完全不想成為彭哥列第十代首領，也排斥所有與黑手黨有關的事情，試圖避開任何與黑手黨有關的人。而到後來儘管他不願意參與黑手黨也不得不為了保護自己的朋友而讓自己置身危險。內心素質與格鬥能力也在里包恩的磨練下有了逐步成長，還獲得京子的欽佩。原本胸無大志的阿綱，現在不只有了想守護的對象，還擁有能力守護大家。
阿綱（ツナ）音同日語的鮪魚（ツナ）和數字「27」，鮪魚和27的圖樣經常出現在與阿綱有關的事物上，例如房間門牌、衣服、護身符跟手套。

## 劇中表現
在里包恩成為阿綱家庭教師並訓練他一段時間後，阿綱被六道骸等人盯上。六道骸透過襲擊阿綱的朋友，逼使他出面並與他對決。最後阿綱在戰鬥中領悟「X手套」的用法並贏得勝利。過了一段時間，阿綱獲得了一半的彭哥列戒指，並被要求與同樣持有一半戒指的另一組第十代繼承人瓦利亞對抗，以獲得家族的繼承權，而阿綱的對手是瓦利亞的首領Xanxus。阿綱和他的家族成員以四比三獲勝，但卻被Xanxus誣指殺害第九代首領，在揭穿Xanxus的計謀後，阿綱等人取得了勝利。
與瓦利亞戰鬥之後，阿綱莫名其妙地來到十年後的未來，當時的彭哥列家族正在與米爾菲歐雷家族開戰，在與其它的守護者重逢後，阿綱與拉爾‧米爾琪、了平、山本、獄寺一起進攻米爾菲歐雷的基地。在他們的行蹤暴露後，阿綱為了代替受傷的拉爾‧米爾琪擔任誘餌與其他成員分開，並遇見了米爾菲歐雷的科學家史帕納。史帕納為他開發隱形眼鏡，穩定了X BURNER的力量，阿綱以此擊敗了入江正一的手下。在發現入江的真實身份是為了協助阿綱對抗白蘭和其手下真六弔花而潛入的間諜後，阿綱和守護者再度接受訓練，同時保護里包恩的友人優尼。在打倒了白蘭後、阿綱和他的朋友們被送回原本的世界。
在繼承式篇中，一個名為西蒙家族的小黑手黨轉來阿綱的學校。之後他們以彭哥列一世背叛西蒙家族創始人為由攻擊阿綱和他的守護者。戒指因而損壞，在修理過後阿綱的新戒指多了尾戒。他們前往西蒙家族的島嶼迎戰，阿綱與西蒙家族首領古里炎真對決，在阿綱得知自己的父親殺死炎真的家人後，他一度陷入苦戰，但在得知真兇是斯佩德後，阿綱和炎真的戒指合而為一并擊敗了斯佩德。
在釐清彭哥列家族與西蒙家族之間的糾葛後，阿綱的生活回歸正常，但里包恩卻做起有關於川平的噩夢，阿綱和他的同伴成為里包恩的代理人並參與代理人戰爭。他在戰爭中得知了阿爾科巴雷諾受詛咒的真相，而他們的詛咒也解除了。里包恩在此事結束後就暫時離開了一陣子，歸來之後，他告訴阿綱必須以成為「新‧彭哥列一世」而努力，故事就到此結束了。

## 能力
當阿綱被死氣彈、或是其它一系列由類似材質製作成的特殊子彈射中時，他的身體極限會被解除，並發揮該子彈賦予的能力。
被死氣彈射中的阿綱頭上會冒出死氣之火。在動畫22話開始與六道骸的戰爭中第一次由「死氣模式」（外在火焰）轉換為「超死氣模式」（內在火焰）。後來之後的戰鬥中都是吞下列恩製造出來的「死氣丸」而進入「超死氣模式」，並且能使用「X手套」和發出死氣之火，並做為武器和推進器使用。
在與瓦利亞對戰中，阿綱與Xanxus決戰時被逼到盡頭而使用「零地點突破 - 改」，是阿綱自創的招式，能吸收對方的火焰進而轉為自己的火焰來使用。後來阿綱才學會了一項初代彭哥列首領也曾使用過的招式：零地點突破（零地点突破），能將他人的火焰和物體凍結成冰。
在未來篇他學會用戒指點燃火焰，並通過試煉讓「X手套」進化成「X手套（彭哥列戒指版本）」，並利用其產生的兩種性質不同的火焰開發出絕招「X BURNER」。在一開始時難以控制其威力，直到屬於米爾菲歐雷家族的天才工程師史帕納因為自己的興趣，表示願意幫助綱吉完成真正的「X BURNER」，為他設計特殊的隱型眼鏡來計算火焰的殘量，使得「X BURNER」得以在實戰中發揮，目前最大威力是50FV(炎壓)。在進攻梅洛尼基地的行動結束後獲得匣兵器——動物匣「天空獅子（彭哥列版本）」，能轉變為攻擊用的I世的終極手套還有I世的防禦用的披風。

## 角色音樂
單曲《大空の意志》
- 演唱：澤田綱吉（國分優香里）
- 作詞：三井秀樹，作曲／編曲：佐橋俊彦
- 原收錄專輯：[3]
  - 發售日：2007年7月4日
  - 發行商：PONY CANYON
  - 商品編號：PCCG-00838

二重唱單曲
| - 發售日：2007年12月5日 - 發行商：PONY CANYON - 商品編號：PCCA-02586 - Oricon排名：最高名次第31名，進榜7週 | 曲目一覽 1. - 演唱：里包恩（NEEKO），澤田綱吉（國分優香里） - 作詞：三井秀樹，作曲／編曲：山崎一稔 2. （里包恩） - 演唱：里包恩（NEEKO） - 作詞：三井秀樹，作曲／編曲：山崎一稔 3. TSUNA LIFE（澤田綱吉） - 演唱：澤田綱吉（國分優香里） - 作詞／作曲：あべさとえ，編曲：山崎一稔 4. （Inst.） 5. （Inst.） 6. TSUNA LIFE（Inst.） |

第二彈
| - 發售日：2009年1月21日 - 發行商：PONY CANYON - 商品編號：PCCG-70031 - Oricon排名：最高名次第11名，進榜7週 | 曲目一覽 1. 守るべきもの - 澤田綱吉（國分優香里） - 作詞：あべさとえ，作曲／編曲：上杉洋史 2. 俺達の約束 - 獄寺隼人（市瀬秀和），山本武（井上優） - 作詞／作曲／編曲：向井隆昭 3. 守るべきもの（Inst.） 4. 俺達の約束（Inst.） |

第三彈
| - 發售日：2009年11月18日 - 發行商：PONY CANYON - 商品編號：PCCG-70058 - Oricon排名：最高名次第36名，進榜3週 | 曲目一覽 1. - 演唱：澤田綱吉（國分優香里） - 作詞／作曲／編曲：向井隆昭 2. - 演唱：里包恩（NEEKO） - 作詞／作曲：NEEKO，編曲：神津裕之 3. （Inst.） 4. （Inst.） |